# Альмендинген, Людвиг Гаршер фон
Людвиг Гаршер фон Альмендинген (нем. Ludwig Harscher von Almendingen; 25 марта 1766, Париж — 16 января 1827, Дилленбург) — германский юрист.
Людвиг Гаршер фон Альмендинген родился 25 марта 1766 года в Париже, где его отец был гессен-дармштадтским посланником. С 1789 по 1792 год изучал право в Геттингенском университете в Германии. В 1794 году избран профессором юриспруденции в Герборнский университет, вскоре приобрел известность своими литературными трудами и особенно содействовал реформированию уголовного права, вместе с криминологом Паулем фон Фейербахом и юристом Карлом Людвигом фон Грольманом.
Назначенный в 1803 году советником надворного апелляционного суда в Гадамаре, Людвиг Альмендинген в 1811 году был переведен на должность тайного советника и вице-директора надворного суда в Висбадене. После упразднения Рейнского союза он пытался в оставшемся неоконченным сочинении «Polit. Ansichten über Deutschlands Vergangenheit, Gegenwart und Zukunft»  защитить положение, занятое небольшими государствами Рейнского союза.
После учреждения надворного суда в Дилленбурге Альмендинген в 1816 году был назначен его вице-президентом и статским советником. Когда его старания перенести решение вверенной ему тяжбы между старшей и младшей линиями Ангальт-Бернбургского дома в ревизионную палату для рейнских провинций вместо тайного верховного суда в Берлине остались бесплодными, он напечатал историю этой тяжбы, причем подверг прусское законодательство строгой критике. Вследствие этого в 1822 году он был предан прусским правительством уголовному суду и приговорен к заключению в крепости на один год. Надворный суд в Дилленбурге отказался от обнародования этого приговора, но правительство отправило Альмендингена в отставку, откуда он уже никогда не вернулся. Он скончался в Дилленбурге 16 января 1827 года.